# Gelis kukakensis
Gelis kukakensis är en stekelart som först beskrevs av William Harris Ashmead 1902.  Gelis kukakensis ingår i släktet Gelis och familjen brokparasitsteklar. Inga underarter finns listade i Catalogue of Life.